# Lista di asteroidi (759001-760000)
Di seguito una lista di asteroidi dal numero 759001  al 760000 con data di scoperta e scopritore.

## 759001–759100
| Nome   | Designazione provvisoria | Data di scoperta  | Scopritore                |
| ------ | ------------------------ | ----------------- | ------------------------- |
| 759001 | 2007 RU127               | 12 settembre 2007 | Mount Lemmon Survey       |
| 759002 | 2007 RQ131               | 12 settembre 2007 | CSS                       |
| 759003 | 2007 RG132               | 12 settembre 2007 | Mount Lemmon Survey       |
| 759004 | 2007 RR158               | 12 settembre 2007 | Mount Lemmon Survey       |
| 759005 | 2007 RB159               | 12 settembre 2007 | Mount Lemmon Survey       |
| 759006 | 2007 RY166               | 10 settembre 2007 | Spacewatch                |
| 759007 | 2007 RH167               | 10 settembre 2007 | Spacewatch                |
| 759008 | 2007 RK167               | 10 settembre 2007 | Spacewatch                |
| 759009 | 2007 RJ170               | 10 agosto 2007    | Spacewatch                |
| 759010 | 2007 RY175               | 8 settembre 2007  | Mount Lemmon Survey       |
| 759011 | 2007 RT183               | 12 settembre 2007 | Mount Lemmon Survey       |
| 759012 | 2007 RQ197               | 13 settembre 2007 | Mount Lemmon Survey       |
| 759013 | 2007 RT197               | 13 settembre 2007 | Mount Lemmon Survey       |
| 759014 | 2007 RF201               | 13 settembre 2007 | Spacewatch                |
| 759015 | 2007 RK202               | 13 settembre 2007 | Spacewatch                |
| 759016 | 2007 RY202               | 13 settembre 2007 | Spacewatch                |
| 759017 | 2007 RR203               | 9 settembre 2007  | Mount Lemmon Survey       |
| 759018 | 2007 RZ207               | 10 settembre 2007 | Spacewatch                |
| 759019 | 2007 RE212               | 11 settembre 2007 | Spacewatch                |
| 759020 | 2007 RM218               | 14 settembre 2007 | CSS                       |
| 759021 | 2007 RR220               | 14 settembre 2007 | Mount Lemmon Survey       |
| 759022 | 2007 RO225               | 23 agosto 2007    | Spacewatch                |
| 759023 | 2007 RR225               | 10 settembre 2007 | Spacewatch                |
| 759024 | 2007 RH227               | 10 settembre 2007 | Spacewatch                |
| 759025 | 2007 RT230               | 11 settembre 2007 | Spacewatch                |
| 759026 | 2007 RH244               | 10 agosto 2007    | Spacewatch                |
| 759027 | 2007 RU247               | 3 settembre 2007  | CSS                       |
| 759028 | 2007 RP248               | 13 settembre 2007 | Mount Lemmon Survey       |
| 759029 | 2007 RY249               | 13 settembre 2007 | Spacewatch                |
| 759030 | 2007 RP250               | 13 settembre 2007 | Spacewatch                |
| 759031 | 2007 RW251               | 13 settembre 2007 | Spacewatch                |
| 759032 | 2007 RR252               | 13 settembre 2007 | Mount Lemmon Survey       |
| 759033 | 2007 RB255               | 14 settembre 2007 | Spacewatch                |
| 759034 | 2007 RB261               | 14 settembre 2007 | Spacewatch                |
| 759035 | 2007 RQ261               | 10 settembre 2007 | Spacewatch                |
| 759036 | 2007 RT264               | 15 settembre 2007 | Mount Lemmon Survey       |
| 759037 | 2007 RT268               | 10 settembre 2007 | Spacewatch                |
| 759038 | 2007 RS269               | 5 marzo 2006      | Spacewatch                |
| 759039 | 2007 RN276               | 4 febbraio 2005   | CSS                       |
| 759040 | 2007 RV287               | 10 settembre 2007 | Spacewatch                |
| 759041 | 2007 RJ288               | 12 settembre 2007 | Mount Lemmon Survey       |
| 759042 | 2007 RM293               | 13 settembre 2007 | Mount Lemmon Survey       |
| 759043 | 2007 RJ298               | 9 settembre 2007  | Mount Lemmon Survey       |
| 759044 | 2007 RB300               | 13 settembre 2007 | Mount Lemmon Survey       |
| 759045 | 2007 RG302               | 14 settembre 2007 | Mount Lemmon Survey       |
| 759046 | 2007 RL306               | 14 settembre 2007 | Osservatorio di Mauna Kea |
| 759047 | 2007 RV317               | 10 settembre 2007 | CSS                       |
| 759048 | 2007 RR320               | 5 ottobre 2003    | Spacewatch                |
| 759049 | 2007 RV321               | 5 settembre 2007  | Mount Lemmon Survey       |
| 759050 | 2007 RR324               | 10 settembre 2007 | Mount Lemmon Survey       |
| 759051 | 2007 RV325               | 11 settembre 2007 | Mount Lemmon Survey       |
| 759052 | 2007 RL328               | 19 settembre 2003 | Spacewatch                |
| 759053 | 2007 RD330               | 11 settembre 2007 | Mount Lemmon Survey       |
| 759054 | 2007 RK330               | 11 settembre 2007 | Mount Lemmon Survey       |
| 759055 | 2007 RO331               | 13 settembre 2007 | Mount Lemmon Survey       |
| 759056 | 2007 RV331               | 13 settembre 2007 | Mount Lemmon Survey       |
| 759057 | 2007 RJ332               | 14 settembre 2007 | Mount Lemmon Survey       |
| 759058 | 2007 RK332               | 28 settembre 1997 | Spacewatch                |
| 759059 | 2007 RP334               | 13 settembre 2007 | Mount Lemmon Survey       |
| 759060 | 2007 RV334               | 27 novembre 2014  | Pan-STARRS                |
| 759061 | 2007 RX334               | 10 settembre 2007 | Spacewatch                |
| 759062 | 2007 RK335               | 11 settembre 2007 | Mount Lemmon Survey       |
| 759063 | 2007 RC340               | 24 gennaio 2014   | Pan-STARRS                |
| 759064 | 2007 RV341               | 13 settembre 2007 | Spacewatch                |
| 759065 | 2007 RF342               | 22 gennaio 2015   | Pan-STARRS                |
| 759066 | 2007 RH343               | 29 dicembre 2008  | Mount Lemmon Survey       |
| 759067 | 2007 RP343               | 13 settembre 2007 | Spacewatch                |
| 759068 | 2007 RQ343               | 14 settembre 2007 | Mount Lemmon Survey       |
| 759069 | 2007 RR343               | 15 settembre 2007 | Mount Lemmon Survey       |
| 759070 | 2007 RY343               | 13 settembre 2007 | Spacewatch                |
| 759071 | 2007 RX344               | 28 dicembre 2013  | Spacewatch                |
| 759072 | 2007 RB345               | 24 ottobre 2011   | Pan-STARRS                |
| 759073 | 2007 RE345               | 25 settembre 2014 | Spacewatch                |
| 759074 | 2007 RJ345               | 17 gennaio 2015   | Pan-STARRS                |
| 759075 | 2007 RM345               | 19 settembre 2017 | Pan-STARRS                |
| 759076 | 2007 RL346               | 14 settembre 2007 | Mount Lemmon Survey       |
| 759077 | 2007 RZ347               | 18 gennaio 2015   | Mount Lemmon Survey       |
| 759078 | 2007 RK348               | 10 settembre 2007 | Spacewatch                |
| 759079 | 2007 RO348               | 14 settembre 2007 | Mount Lemmon Survey       |
| 759080 | 2007 RR348               | 4 settembre 2007  | Mount Lemmon Survey       |
| 759081 | 2007 RS349               | 13 settembre 2007 | Mount Lemmon Survey       |
| 759082 | 2007 RD351               | 9 novembre 2013   | Pan-STARRS                |
| 759083 | 2007 RF351               | 18 gennaio 2009   | Mount Lemmon Survey       |
| 759084 | 2007 RN351               | 5 settembre 2007  | Mount Lemmon Survey       |
| 759085 | 2007 RS351               | 12 ottobre 2013   | Spacewatch                |
| 759086 | 2007 RN352               | 17 gennaio 2015   | Pan-STARRS                |
| 759087 | 2007 RP352               | 2 gennaio 2012    | Mount Lemmon Survey       |
| 759088 | 2007 RS353               | 14 settembre 2007 | CSS                       |
| 759089 | 2007 RY353               | 12 settembre 2007 | Mount Lemmon Survey       |
| 759090 | 2007 RJ354               | 12 settembre 2007 | Mount Lemmon Survey       |
| 759091 | 2007 RS354               | 13 settembre 2007 | Mount Lemmon Survey       |
| 759092 | 2007 RT354               | 13 settembre 2007 | Mount Lemmon Survey       |
| 759093 | 2007 RF355               | 14 settembre 2007 | Mount Lemmon Survey       |
| 759094 | 2007 RN355               | 13 settembre 2007 | Mount Lemmon Survey       |
| 759095 | 2007 RQ355               | 10 settembre 2007 | Mount Lemmon Survey       |
| 759096 | 2007 RT355               | 12 settembre 2007 | Mount Lemmon Survey       |
| 759097 | 2007 RO356               | 15 settembre 2007 | Mount Lemmon Survey       |
| 759098 | 2007 RR356               | 14 settembre 2007 | Mount Lemmon Survey       |
| 759099 | 2007 RB359               | 14 settembre 2007 | CSS                       |
| 759100 | 2007 RD359               | 15 settembre 2007 | LUSS                      |

## 759101–759200
| Nome   | Designazione provvisoria | Data di scoperta  | Scopritore                |
| ------ | ------------------------ | ----------------- | ------------------------- |
| 759101 | 2007 RM359               | 13 settembre 2007 | Spacewatch                |
| 759102 | 2007 RQ363               | 10 settembre 2007 | Mount Lemmon Survey       |
| 759103 | 2007 RR364               | 10 settembre 2007 | Mount Lemmon Survey       |
| 759104 | 2007 RE365               | 13 settembre 2007 | Mount Lemmon Survey       |
| 759105 | 2007 RW365               | 10 settembre 2007 | Mount Lemmon Survey       |
| 759106 | 2007 RJ367               | 12 settembre 2007 | Mount Lemmon Survey       |
| 759107 | 2007 RO367               | 11 settembre 2007 | Mount Lemmon Survey       |
| 759108 | 2007 RP367               | 10 settembre 2007 | Mount Lemmon Survey       |
| 759109 | 2007 RA368               | 13 settembre 2007 | Mount Lemmon Survey       |
| 759110 | 2007 RG368               | 13 settembre 2007 | CSS                       |
| 759111 | 2007 RP368               | 12 settembre 2007 | Mount Lemmon Survey       |
| 759112 | 2007 RM369               | 10 settembre 2007 | Mount Lemmon Survey       |
| 759113 | 2007 RX370               | 13 settembre 2007 | Spacewatch                |
| 759114 | 2007 RJ373               | 14 settembre 2007 | Mount Lemmon Survey       |
| 759115 | 2007 RW374               | 11 settembre 2007 | Mount Lemmon Survey       |
| 759116 | 2007 RM376               | 13 settembre 2007 | Mount Lemmon Survey       |
| 759117 | 2007 RZ378               | 14 settembre 2007 | Mount Lemmon Survey       |
| 759118 | 2007 RH379               | 24 agosto 2007    | Spacewatch                |
| 759119 | 2007 RW380               | 14 settembre 2007 | Mount Lemmon Survey       |
| 759120 | 2007 RB381               | 7 novembre 2013   | Mount Lemmon Survey       |
| 759121 | 2007 RK381               | 15 settembre 2007 | Spacewatch                |
| 759122 | 2007 RV383               | 13 settembre 2007 | Spacewatch                |
| 759123 | 2007 RO384               | 13 settembre 2007 | Mount Lemmon Survey       |
| 759124 | 2007 RH385               | 13 settembre 2007 | Mount Lemmon Survey       |
| 759125 | 2007 SG10                | 10 settembre 2007 | Mount Lemmon Survey       |
| 759126 | 2007 SP10                | 11 settembre 2007 | CSS                       |
| 759127 | 2007 SZ18                | 25 settembre 2007 | Mount Lemmon Survey       |
| 759128 | 2007 SU24                | 19 settembre 2007 | Spacewatch                |
| 759129 | 2007 SN26                | 2 agosto 2011     | Pan-STARRS                |
| 759130 | 2007 SZ26                | 16 marzo 2016     | Pan-STARRS                |
| 759131 | 2007 SL27                | 18 settembre 2007 | Mount Lemmon Survey       |
| 759132 | 2007 SS27                | 17 gennaio 2015   | Pan-STARRS                |
| 759133 | 2007 SX27                | 18 settembre 2007 | Spacewatch                |
| 759134 | 2007 SH28                | 18 settembre 2007 | Spacewatch                |
| 759135 | 2007 SL28                | 19 settembre 2007 | Spacewatch                |
| 759136 | 2007 SX28                | 19 settembre 2007 | Spacewatch                |
| 759137 | 2007 TH5                 | 12 settembre 2007 | Mount Lemmon Survey       |
| 759138 | 2007 TF19                | 10 settembre 2007 | Mount Lemmon Survey       |
| 759139 | 2007 TY22                | 8 ottobre 2007    | Mount Lemmon Survey       |
| 759140 | 2007 TJ27                | 4 ottobre 2007    | Spacewatch                |
| 759141 | 2007 TH37                | 4 ottobre 2007    | CSS                       |
| 759142 | 2007 TT47                | 4 ottobre 2007    | Spacewatch                |
| 759143 | 2007 TL53                | 4 ottobre 2007    | Spacewatch                |
| 759144 | 2007 TM54                | 4 ottobre 2007    | Spacewatch                |
| 759145 | 2007 TV56                | 4 ottobre 2007    | Spacewatch                |
| 759146 | 2007 TQ59                | 4 febbraio 2005   | Spacewatch                |
| 759147 | 2007 TZ59                | 5 ottobre 2007    | Spacewatch                |
| 759148 | 2007 TS62                | 27 gennaio 2012   | Mount Lemmon Survey       |
| 759149 | 2007 TU63                | 13 settembre 2007 | Mount Lemmon Survey       |
| 759150 | 2007 TN69                | 20 settembre 2007 | CSS                       |
| 759151 | 2007 TK75                | 9 settembre 2007  | Spacewatch                |
| 759152 | 2007 TK81                | 11 settembre 2007 | Mount Lemmon Survey       |
| 759153 | 2007 TJ82                | 10 agosto 2007    | Spacewatch                |
| 759154 | 2007 TA85                | 8 ottobre 2007    | Mount Lemmon Survey       |
| 759155 | 2007 TZ89                | 8 ottobre 2007    | Mount Lemmon Survey       |
| 759156 | 2007 TJ92                | 5 ottobre 2007    | Spacewatch                |
| 759157 | 2007 TQ96                | 9 settembre 2007  | Mount Lemmon Survey       |
| 759158 | 2007 TX96                | 13 settembre 2007 | Mount Lemmon Survey       |
| 759159 | 2007 TP103               | 15 settembre 2007 | Mount Lemmon Survey       |
| 759160 | 2007 TW118               | 9 ottobre 2007    | Mount Lemmon Survey       |
| 759161 | 2007 TC138               | 8 ottobre 2007    | Mount Lemmon Survey       |
| 759162 | 2007 TF140               | 9 ottobre 2007    | Mount Lemmon Survey       |
| 759163 | 2007 TD141               | 9 ottobre 2007    | Mount Lemmon Survey       |
| 759164 | 2007 TS141               | 9 ottobre 2007    | Mount Lemmon Survey       |
| 759165 | 2007 TX168               | 31 maggio 2006    | Mount Lemmon Survey       |
| 759166 | 2007 TK169               | 11 settembre 2007 | CSS                       |
| 759167 | 2007 TA179               | 11 settembre 2007 | Mount Lemmon Survey       |
| 759168 | 2007 TC180               | 7 ottobre 2007    | Mount Lemmon Survey       |
| 759169 | 2007 TQ184               | 13 settembre 2007 | Spacewatch                |
| 759170 | 2007 TG192               | 5 ottobre 2007    | Spacewatch                |
| 759171 | 2007 TG199               | 8 ottobre 2007    | Spacewatch                |
| 759172 | 2007 TL201               | 15 settembre 2007 | Mount Lemmon Survey       |
| 759173 | 2007 TO202               | 15 settembre 2007 | Mount Lemmon Survey       |
| 759174 | 2007 TU203               | 8 ottobre 2007    | Mount Lemmon Survey       |
| 759175 | 2007 TV203               | 8 ottobre 2007    | Mount Lemmon Survey       |
| 759176 | 2007 TA208               | 10 ottobre 2007   | Mount Lemmon Survey       |
| 759177 | 2007 TE211               | 7 ottobre 2007    | Spacewatch                |
| 759178 | 2007 TB220               | 8 ottobre 2007    | Mount Lemmon Survey       |
| 759179 | 2007 TL223               | 11 settembre 2007 | Mount Lemmon Survey       |
| 759180 | 2007 TJ231               | 8 ottobre 2007    | Mount Lemmon Survey       |
| 759181 | 2007 TY233               | 8 ottobre 2007    | Spacewatch                |
| 759182 | 2007 TR235               | 9 ottobre 2007    | Mount Lemmon Survey       |
| 759183 | 2007 TK236               | 9 ottobre 2007    | Mount Lemmon Survey       |
| 759184 | 2007 TE239               | 10 ottobre 2007   | Mount Lemmon Survey       |
| 759185 | 2007 TF249               | 11 ottobre 2007   | Mount Lemmon Survey       |
| 759186 | 2007 TS274               | 10 settembre 2007 | Mount Lemmon Survey       |
| 759187 | 2007 TV283               | 8 ottobre 2007    | Mount Lemmon Survey       |
| 759188 | 2007 TZ284               | 9 ottobre 2007    | Mount Lemmon Survey       |
| 759189 | 2007 TC292               | 9 settembre 2007  | Mount Lemmon Survey       |
| 759190 | 2007 TJ293               | 12 settembre 2007 | Spacewatch                |
| 759191 | 2007 TP296               | 16 gennaio 2005   | Osservatorio di Mauna Kea |
| 759192 | 2007 TJ302               | 12 ottobre 2007   | Spacewatch                |
| 759193 | 2007 TN304               | 12 ottobre 2007   | Mount Lemmon Survey       |
| 759194 | 2007 TW308               | 15 settembre 2007 | Spacewatch                |
| 759195 | 2007 TB309               | 13 settembre 2007 | Mount Lemmon Survey       |
| 759196 | 2007 TE309               | 10 ottobre 2007   | Mount Lemmon Survey       |
| 759197 | 2007 TO310               | 11 marzo 2005     | Mount Lemmon Survey       |
| 759198 | 2007 TJ314               | 11 ottobre 2007   | Mount Lemmon Survey       |
| 759199 | 2007 TC315               | 4 ottobre 2007    | Spacewatch                |
| 759200 | 2007 TP319               | 12 ottobre 2007   | Spacewatch                |

## 759201–759300
| Nome   | Designazione provvisoria | Data di scoperta  | Scopritore          |
| ------ | ------------------------ | ----------------- | ------------------- |
| 759201 | 2007 TQ326               | 11 ottobre 2007   | Spacewatch          |
| 759202 | 2007 TB329               | 11 ottobre 2007   | Spacewatch          |
| 759203 | 2007 TG332               | 11 ottobre 2007   | Spacewatch          |
| 759204 | 2007 TZ338               | 15 ottobre 2007   | Spacewatch          |
| 759205 | 2007 TG340               | 8 ottobre 2007    | Mount Lemmon Survey |
| 759206 | 2007 TH341               | 9 ottobre 2007    | Mount Lemmon Survey |
| 759207 | 2007 TW342               | 10 ottobre 2007   | Mount Lemmon Survey |
| 759208 | 2007 TW344               | 11 ottobre 2007   | Mount Lemmon Survey |
| 759209 | 2007 TM346               | 13 ottobre 2007   | Mount Lemmon Survey |
| 759210 | 2007 TC358               | 15 ottobre 2007   | Mount Lemmon Survey |
| 759211 | 2007 TO360               | 15 ottobre 2007   | Mount Lemmon Survey |
| 759212 | 2007 TJ365               | 9 ottobre 2007    | Mount Lemmon Survey |
| 759213 | 2007 TU365               | 9 ottobre 2007    | Mount Lemmon Survey |
| 759214 | 2007 TJ372               | 13 settembre 2007 | Mount Lemmon Survey |
| 759215 | 2007 TV375               | 9 settembre 2007  | Spacewatch          |
| 759216 | 2007 TO376               | 10 ottobre 2007   | CSS                 |
| 759217 | 2007 TT381               | 14 ottobre 2007   | Spacewatch          |
| 759218 | 2007 TP387               | 11 settembre 2007 | Mount Lemmon Survey |
| 759219 | 2007 TL389               | 13 ottobre 2007   | CSS                 |
| 759220 | 2007 TL391               | 4 ottobre 2007    | Spacewatch          |
| 759221 | 2007 TE395               | 15 ottobre 2007   | Spacewatch          |
| 759222 | 2007 TR396               | 15 ottobre 2007   | Spacewatch          |
| 759223 | 2007 TL403               | 15 ottobre 2007   | Spacewatch          |
| 759224 | 2007 TO408               | 14 ottobre 2007   | Mount Lemmon Survey |
| 759225 | 2007 TR412               | 14 ottobre 2007   | J. Skvarč           |
| 759226 | 2007 TF420               | 15 settembre 2007 | CSS                 |
| 759227 | 2007 TP423               | 6 ottobre 2007    | Spacewatch          |
| 759228 | 2007 TU423               | 6 ottobre 2007    | Spacewatch          |
| 759229 | 2007 TF431               | 12 ottobre 2007   | Spacewatch          |
| 759230 | 2007 TF432               | 4 ottobre 2007    | Spacewatch          |
| 759231 | 2007 TJ434               | 8 ottobre 2007    | Mount Lemmon Survey |
| 759232 | 2007 TM445               | 12 settembre 2007 | Mount Lemmon Survey |
| 759233 | 2007 TU449               | 10 ottobre 2007   | Mount Lemmon Survey |
| 759234 | 2007 TL451               | 15 ottobre 2007   | Spacewatch          |
| 759235 | 2007 TF455               | 10 ottobre 2007   | Mount Lemmon Survey |
| 759236 | 2007 TF456               | 15 ottobre 2007   | Mount Lemmon Survey |
| 759237 | 2007 TS456               | 7 maggio 2002     | Spacewatch          |
| 759238 | 2007 TO457               | 9 ottobre 2007    | Mount Lemmon Survey |
| 759239 | 2007 TB458               | 10 ottobre 2007   | Mount Lemmon Survey |
| 759240 | 2007 TM460               | 13 ottobre 2007   | Spacewatch          |
| 759241 | 2007 TD462               | 23 maggio 2014    | Pan-STARRS          |
| 759242 | 2007 TJ463               | 9 ottobre 2007    | Spacewatch          |
| 759243 | 2007 TE465               | 24 marzo 2014     | Pan-STARRS          |
| 759244 | 2007 TF467               | 24 settembre 2017 | Pan-STARRS          |
| 759245 | 2007 TN467               | 23 ottobre 2013   | Pan-STARRS          |
| 759246 | 2007 TC469               | 11 ottobre 2007   | Mount Lemmon Survey |
| 759247 | 2007 TM469               | 10 ottobre 2007   | Mount Lemmon Survey |
| 759248 | 2007 TU469               | 2 aprile 2011     | Spacewatch          |
| 759249 | 2007 TY469               | 15 ottobre 2007   | Mount Lemmon Survey |
| 759250 | 2007 TZ469               | 27 novembre 2013  | Pan-STARRS          |
| 759251 | 2007 TF470               | 14 agosto 2015    | Pan-STARRS          |
| 759252 | 2007 TH471               | 5 settembre 2013  | Spacewatch          |
| 759253 | 2007 TU471               | 11 novembre 2013  | Spacewatch          |
| 759254 | 2007 TW471               | 15 ottobre 2007   | Mount Lemmon Survey |
| 759255 | 2007 TK472               | 11 ottobre 2007   | Spacewatch          |
| 759256 | 2007 TN472               | 14 settembre 2007 | Mount Lemmon Survey |
| 759257 | 2007 TW472               | 12 settembre 2007 | Spacewatch          |
| 759258 | 2007 TJ473               | 8 ottobre 2007    | Mount Lemmon Survey |
| 759259 | 2007 TO473               | 15 ottobre 2007   | Spacewatch          |
| 759260 | 2007 TB474               | 6 settembre 2015  | Spacewatch          |
| 759261 | 2007 TG474               | 7 ottobre 2007    | Mount Lemmon Survey |
| 759262 | 2007 TN474               | 8 settembre 2015  | PMO NEO             |
| 759263 | 2007 TV474               | 9 ottobre 2007    | Mount Lemmon Survey |
| 759264 | 2007 TW474               | 3 marzo 2009      | Spacewatch          |
| 759265 | 2007 TV475               | 27 luglio 2017    | Pan-STARRS          |
| 759266 | 2007 TG477               | 12 settembre 2007 | Mount Lemmon Survey |
| 759267 | 2007 TV477               | 30 gennaio 2015   | Pan-STARRS          |
| 759268 | 2007 TA478               | 8 ottobre 2007    | Mount Lemmon Survey |
| 759269 | 2007 TJ478               | 12 ottobre 2007   | Mount Lemmon Survey |
| 759270 | 2007 TU478               | 12 luglio 2018    | Pan-STARRS          |
| 759271 | 2007 TY478               | 18 gennaio 2015   | Mount Lemmon Survey |
| 759272 | 2007 TA479               | 4 aprile 2011     | Spacewatch          |
| 759273 | 2007 TX479               | 12 ottobre 2007   | Spacewatch          |
| 759274 | 2007 TE481               | 14 ottobre 2007   | Mount Lemmon Survey |
| 759275 | 2007 TY481               | 10 ottobre 2007   | Spacewatch          |
| 759276 | 2007 TG482               | 11 ottobre 2007   | Mount Lemmon Survey |
| 759277 | 2007 TO482               | 12 ottobre 2007   | Spacewatch          |
| 759278 | 2007 TP482               | 12 ottobre 2007   | Spacewatch          |
| 759279 | 2007 TT482               | 8 ottobre 2007    | Mount Lemmon Survey |
| 759280 | 2007 TY482               | 13 ottobre 2007   | Mount Lemmon Survey |
| 759281 | 2007 TD484               | 12 ottobre 2007   | Mount Lemmon Survey |
| 759282 | 2007 TX484               | 12 ottobre 2007   | Mount Lemmon Survey |
| 759283 | 2007 TK485               | 12 ottobre 2007   | Mount Lemmon Survey |
| 759284 | 2007 TL485               | 13 ottobre 2007   | Spacewatch          |
| 759285 | 2007 TN485               | 12 ottobre 2007   | Mount Lemmon Survey |
| 759286 | 2007 TF486               | 10 ottobre 2007   | Spacewatch          |
| 759287 | 2007 TH486               | 10 ottobre 2007   | Mount Lemmon Survey |
| 759288 | 2007 TN486               | 9 ottobre 2007    | Mount Lemmon Survey |
| 759289 | 2007 TB488               | 10 ottobre 2007   | Mount Lemmon Survey |
| 759290 | 2007 TX489               | 14 ottobre 2007   | Mount Lemmon Survey |
| 759291 | 2007 TO492               | 10 ottobre 2007   | Mount Lemmon Survey |
| 759292 | 2007 TJ493               | 8 ottobre 2007    | Mount Lemmon Survey |
| 759293 | 2007 TR493               | 7 ottobre 2007    | Mount Lemmon Survey |
| 759294 | 2007 TO494               | 9 ottobre 2007    | Mount Lemmon Survey |
| 759295 | 2007 TV494               | 15 ottobre 2007   | Mount Lemmon Survey |
| 759296 | 2007 TA495               | 11 ottobre 2007   | Spacewatch          |
| 759297 | 2007 TC495               | 9 ottobre 2007    | Mount Lemmon Survey |
| 759298 | 2007 TL495               | 9 ottobre 2007    | Mount Lemmon Survey |
| 759299 | 2007 TM495               | 12 ottobre 2007   | Mount Lemmon Survey |
| 759300 | 2007 TR495               | 9 ottobre 2007    | Spacewatch          |

## 759301–759400
| Nome   | Designazione provvisoria | Data di scoperta  | Scopritore          |
| ------ | ------------------------ | ----------------- | ------------------- |
| 759301 | 2007 TS495               | 21 settembre 2001 | SDSS Collaboration  |
| 759302 | 2007 TW495               | 10 ottobre 2007   | Mount Lemmon Survey |
| 759303 | 2007 TG497               | 9 ottobre 2007    | Mount Lemmon Survey |
| 759304 | 2007 TN497               | 12 ottobre 2007   | Mount Lemmon Survey |
| 759305 | 2007 TC500               | 15 ottobre 2007   | Spacewatch          |
| 759306 | 2007 TM502               | 11 ottobre 2007   | Spacewatch          |
| 759307 | 2007 TA504               | 7 ottobre 2007    | Mount Lemmon Survey |
| 759308 | 2007 TE505               | 7 ottobre 2007    | Mount Lemmon Survey |
| 759309 | 2007 TF505               | 12 ottobre 2007   | Mount Lemmon Survey |
| 759310 | 2007 TG505               | 13 ottobre 2007   | Mount Lemmon Survey |
| 759311 | 2007 TC506               | 10 ottobre 2007   | Spacewatch          |
| 759312 | 2007 TD506               | 15 ottobre 2007   | Mount Lemmon Survey |
| 759313 | 2007 TG507               | 12 ottobre 2007   | Mount Lemmon Survey |
| 759314 | 2007 TM507               | 12 ottobre 2007   | Spacewatch          |
| 759315 | 2007 TB508               | 8 ottobre 2007    | Spacewatch          |
| 759316 | 2007 TU512               | 7 ottobre 2007    | Mount Lemmon Survey |
| 759317 | 2007 UE5                 | 10 ottobre 2007   | Spacewatch          |
| 759318 | 2007 UM20                | 18 ottobre 2007   | Mount Lemmon Survey |
| 759319 | 2007 UT22                | 7 ottobre 2007    | Mount Lemmon Survey |
| 759320 | 2007 UV22                | 10 ottobre 2007   | Spacewatch          |
| 759321 | 2007 UL23                | 16 ottobre 2007   | Spacewatch          |
| 759322 | 2007 UH29                | 4 ottobre 2007    | Spacewatch          |
| 759323 | 2007 UX36                | 19 ottobre 2007   | CSS                 |
| 759324 | 2007 UD39                | 20 ottobre 2007   | Mount Lemmon Survey |
| 759325 | 2007 UH45                | 14 ottobre 2007   | Spacewatch          |
| 759326 | 2007 UD54                | 8 ottobre 2007    | Mount Lemmon Survey |
| 759327 | 2007 UK55                | 18 ottobre 2007   | Spacewatch          |
| 759328 | 2007 UA60                | 16 ottobre 2007   | Mount Lemmon Survey |
| 759329 | 2007 UN62                | 13 ottobre 2007   | CSS                 |
| 759330 | 2007 UA65                | 30 ottobre 2007   | Mount Lemmon Survey |
| 759331 | 2007 UG67                | 18 ottobre 2007   | Mount Lemmon Survey |
| 759332 | 2007 UV67                | 12 settembre 2007 | Mount Lemmon Survey |
| 759333 | 2007 UE76                | 31 ottobre 2007   | Mount Lemmon Survey |
| 759334 | 2007 UC89                | 19 ottobre 2007   | Spacewatch          |
| 759335 | 2007 UH89                | 22 settembre 2001 | Spacewatch          |
| 759336 | 2007 UU92                | 31 ottobre 2007   | Mount Lemmon Survey |
| 759337 | 2007 UR99                | 18 settembre 2007 | Mount Lemmon Survey |
| 759338 | 2007 UB102               | 30 ottobre 2007   | Spacewatch          |
| 759339 | 2007 UF108               | 11 ottobre 2007   | Spacewatch          |
| 759340 | 2007 UM110               | 14 ottobre 2007   | Spacewatch          |
| 759341 | 2007 UB112               | 30 ottobre 2007   | Mount Lemmon Survey |
| 759342 | 2007 UL113               | 11 ottobre 2007   | Spacewatch          |
| 759343 | 2007 UF118               | 12 ottobre 2007   | Spacewatch          |
| 759344 | 2007 UH118               | 8 ottobre 2007    | Spacewatch          |
| 759345 | 2007 UU119               | 30 ottobre 2007   | Mount Lemmon Survey |
| 759346 | 2007 UJ120               | 9 ottobre 2007    | Spacewatch          |
| 759347 | 2007 UW120               | 30 ottobre 2007   | Mount Lemmon Survey |
| 759348 | 2007 UH128               | 20 ottobre 2007   | Mount Lemmon Survey |
| 759349 | 2007 UZ131               | 18 ottobre 2007   | Spacewatch          |
| 759350 | 2007 UD133               | 21 ottobre 2007   | Mount Lemmon Survey |
| 759351 | 2007 UP135               | 20 ottobre 2007   | Mount Lemmon Survey |
| 759352 | 2007 UU140               | 20 ottobre 2007   | Mount Lemmon Survey |
| 759353 | 2007 UB141               | 21 ottobre 2007   | Mount Lemmon Survey |
| 759354 | 2007 UJ145               | 24 ottobre 2007   | Mount Lemmon Survey |
| 759355 | 2007 UM146               | 18 ottobre 2007   | Mount Lemmon Survey |
| 759356 | 2007 UY146               | 4 aprile 2014     | Pan-STARRS          |
| 759357 | 2007 UB150               | 19 ottobre 2007   | Mount Lemmon Survey |
| 759358 | 2007 UN150               | 25 agosto 2001    | Spacewatch          |
| 759359 | 2007 UT150               | 16 ottobre 2007   | Mount Lemmon Survey |
| 759360 | 2007 UV150               | 1 aprile 2016     | Pan-STARRS          |
| 759361 | 2007 UH151               | 20 ottobre 2007   | Mount Lemmon Survey |
| 759362 | 2007 UM151               | 30 ottobre 2007   | Spacewatch          |
| 759363 | 2007 UH152               | 16 ottobre 2007   | Mount Lemmon Survey |
| 759364 | 2007 UX152               | 26 febbraio 2014  | Pan-STARRS          |
| 759365 | 2007 UD154               | 16 ottobre 2007   | Spacewatch          |
| 759366 | 2007 UT154               | 13 marzo 2015     | Mount Lemmon Survey |
| 759367 | 2007 UA155               | 21 ottobre 2007   | Spacewatch          |
| 759368 | 2007 UR155               | 20 ottobre 2007   | Spacewatch          |
| 759369 | 2007 UZ155               | 30 ottobre 2007   | Spacewatch          |
| 759370 | 2007 UB156               | 21 ottobre 2007   | Mount Lemmon Survey |
| 759371 | 2007 UC156               | 30 ottobre 2007   | Mount Lemmon Survey |
| 759372 | 2007 UH156               | 20 ottobre 2007   | Mount Lemmon Survey |
| 759373 | 2007 UE157               | 21 ottobre 2007   | Mount Lemmon Survey |
| 759374 | 2007 UH157               | 20 ottobre 2007   | Mount Lemmon Survey |
| 759375 | 2007 UW157               | 20 ottobre 2007   | Mount Lemmon Survey |
| 759376 | 2007 UJ160               | 18 ottobre 2007   | Spacewatch          |
| 759377 | 2007 UN160               | 20 ottobre 2007   | Mount Lemmon Survey |
| 759378 | 2007 UO160               | 20 ottobre 2007   | Mount Lemmon Survey |
| 759379 | 2007 UV160               | 19 ottobre 2003   | Spacewatch          |
| 759380 | 2007 UX160               | 20 ottobre 2007   | Mount Lemmon Survey |
| 759381 | 2007 UD161               | 16 ottobre 2007   | Spacewatch          |
| 759382 | 2007 UR163               | 20 ottobre 2007   | Spacewatch          |
| 759383 | 2007 VP5                 | 2 novembre 2007   | CSS                 |
| 759384 | 2007 VU14                | 1 novembre 2007   | Spacewatch          |
| 759385 | 2007 VR17                | 1 novembre 2007   | Mount Lemmon Survey |
| 759386 | 2007 VP18                | 7 ottobre 2007    | Mount Lemmon Survey |
| 759387 | 2007 VQ20                | 13 settembre 2007 | Mount Lemmon Survey |
| 759388 | 2007 VV21                | 12 ottobre 2007   | Spacewatch          |
| 759389 | 2007 VA22                | 12 ottobre 2007   | Mount Lemmon Survey |
| 759390 | 2007 VM22                | 12 ottobre 2007   | Mount Lemmon Survey |
| 759391 | 2007 VO23                | 8 ottobre 2007    | Spacewatch          |
| 759392 | 2007 VY23                | 2 novembre 2007   | Mount Lemmon Survey |
| 759393 | 2007 VZ23                | 8 ottobre 2007    | Mount Lemmon Survey |
| 759394 | 2007 VJ24                | 2 novembre 2007   | Mount Lemmon Survey |
| 759395 | 2007 VN26                | 2 novembre 2007   | Mount Lemmon Survey |
| 759396 | 2007 VW26                | 2 novembre 2007   | Mount Lemmon Survey |
| 759397 | 2007 VS27                | 2 novembre 2007   | Mount Lemmon Survey |
| 759398 | 2007 VV31                | 2 novembre 2007   | Spacewatch          |
| 759399 | 2007 VL38                | 2 novembre 2007   | Mount Lemmon Survey |
| 759400 | 2007 VW39                | 19 ottobre 2007   | Spacewatch          |

## 759401–759500
| Nome   | Designazione provvisoria | Data di scoperta  | Scopritore          |
| ------ | ------------------------ | ----------------- | ------------------- |
| 759401 | 2007 VY41                | 8 ottobre 2007    | Spacewatch          |
| 759402 | 2007 VJ55                | 1 novembre 2007   | Spacewatch          |
| 759403 | 2007 VE57                | 20 ottobre 2007   | Mount Lemmon Survey |
| 759404 | 2007 VY65                | 2 novembre 2007   | Mount Lemmon Survey |
| 759405 | 2007 VK70                | 8 ottobre 2007    | Mount Lemmon Survey |
| 759406 | 2007 VT73                | 2 novembre 2007   | Spacewatch          |
| 759407 | 2007 VQ76                | 3 novembre 2007   | Spacewatch          |
| 759408 | 2007 VG79                | 3 novembre 2007   | Spacewatch          |
| 759409 | 2007 VB81                | 4 novembre 2007   | Spacewatch          |
| 759410 | 2007 VM89                | 10 ottobre 2007   | Mount Lemmon Survey |
| 759411 | 2007 VQ96                | 10 ottobre 2007   | Mount Lemmon Survey |
| 759412 | 2007 VJ97                | 9 ottobre 2007    | Spacewatch          |
| 759413 | 2007 VK97                | 16 ottobre 2007   | Mount Lemmon Survey |
| 759414 | 2007 VZ97                | 1 novembre 2007   | Spacewatch          |
| 759415 | 2007 VX98                | 2 novembre 2007   | Mount Lemmon Survey |
| 759416 | 2007 VD101               | 2 novembre 2007   | Spacewatch          |
| 759417 | 2007 VV104               | 14 ottobre 2007   | Mount Lemmon Survey |
| 759418 | 2007 VM108               | 3 novembre 2007   | Spacewatch          |
| 759419 | 2007 VX109               | 3 novembre 2007   | Spacewatch          |
| 759420 | 2007 VW121               | 5 novembre 2007   | Spacewatch          |
| 759421 | 2007 VC122               | 18 ottobre 2007   | Mount Lemmon Survey |
| 759422 | 2007 VO122               | 21 ottobre 2007   | Mount Lemmon Survey |
| 759423 | 2007 VO129               | 1 novembre 2007   | Mount Lemmon Survey |
| 759424 | 2007 VA131               | 1 novembre 2007   | Mount Lemmon Survey |
| 759425 | 2007 VY131               | 15 settembre 2007 | Spacewatch          |
| 759426 | 2007 VA132               | 2 novembre 2007   | Mount Lemmon Survey |
| 759427 | 2007 VJ140               | 4 novembre 2007   | Spacewatch          |
| 759428 | 2007 VY140               | 8 ottobre 2007    | Spacewatch          |
| 759429 | 2007 VX141               | 20 ottobre 2007   | Mount Lemmon Survey |
| 759430 | 2007 VA142               | 20 ottobre 2007   | Mount Lemmon Survey |
| 759431 | 2007 VL144               | 4 novembre 2007   | Spacewatch          |
| 759432 | 2007 VV144               | 4 novembre 2007   | Spacewatch          |
| 759433 | 2007 VY145               | 4 novembre 2007   | Spacewatch          |
| 759434 | 2007 VQ150               | 11 ottobre 2007   | Spacewatch          |
| 759435 | 2007 VN155               | 5 novembre 2007   | Spacewatch          |
| 759436 | 2007 VY155               | 5 novembre 2007   | Spacewatch          |
| 759437 | 2007 VJ157               | 20 ottobre 2007   | Mount Lemmon Survey |
| 759438 | 2007 VQ161               | 5 novembre 2007   | Spacewatch          |
| 759439 | 2007 VY161               | 1 novembre 2007   | Spacewatch          |
| 759440 | 2007 VL163               | 5 novembre 2007   | Spacewatch          |
| 759441 | 2007 VM170               | 18 ottobre 2007   | Mount Lemmon Survey |
| 759442 | 2007 VQ171               | 9 ottobre 2007    | Spacewatch          |
| 759443 | 2007 VV182               | 8 novembre 2007   | Mount Lemmon Survey |
| 759444 | 2007 VC183               | 8 novembre 2007   | Mount Lemmon Survey |
| 759445 | 2007 VN186               | 30 ottobre 2007   | Mount Lemmon Survey |
| 759446 | 2007 VX195               | 20 ottobre 2007   | Spacewatch          |
| 759447 | 2007 VY198               | 9 novembre 2007   | Mount Lemmon Survey |
| 759448 | 2007 VQ200               | 30 ottobre 2007   | Mount Lemmon Survey |
| 759449 | 2007 VP201               | 9 novembre 2007   | Mount Lemmon Survey |
| 759450 | 2007 VW208               | 6 novembre 2007   | Spacewatch          |
| 759451 | 2007 VB209               | 9 ottobre 2007    | Mount Lemmon Survey |
| 759452 | 2007 VM214               | 20 ottobre 2007   | Mount Lemmon Survey |
| 759453 | 2007 VR219               | 9 novembre 2007   | Spacewatch          |
| 759454 | 2007 VB221               | 12 novembre 2007  | Mount Lemmon Survey |
| 759455 | 2007 VQ225               | 16 ottobre 2007   | Spacewatch          |
| 759456 | 2007 VV227               | 10 ottobre 2007   | Spacewatch          |
| 759457 | 2007 VA231               | 7 novembre 2007   | Spacewatch          |
| 759458 | 2007 VQ233               | 8 novembre 2007   | Spacewatch          |
| 759459 | 2007 VU233               | 8 novembre 2007   | Spacewatch          |
| 759460 | 2007 VY233               | 4 ottobre 2007    | Spacewatch          |
| 759461 | 2007 VF235               | 20 ottobre 2007   | Mount Lemmon Survey |
| 759462 | 2007 VF247               | 9 novembre 2007   | Spacewatch          |
| 759463 | 2007 VL248               | 16 ottobre 2007   | Mount Lemmon Survey |
| 759464 | 2007 VH257               | 2 novembre 2007   | Mount Lemmon Survey |
| 759465 | 2007 VB258               | 15 novembre 2007  | Mount Lemmon Survey |
| 759466 | 2007 VP258               | 12 ottobre 2007   | Mount Lemmon Survey |
| 759467 | 2007 VR264               | 13 novembre 2007  | Spacewatch          |
| 759468 | 2007 VG267               | 28 aprile 1993    | Spacewatch          |
| 759469 | 2007 VA268               | 14 novembre 2007  | Mount Lemmon Survey |
| 759470 | 2007 VK268               | 12 ottobre 2007   | Mount Lemmon Survey |
| 759471 | 2007 VG274               | 15 ottobre 2007   | Mount Lemmon Survey |
| 759472 | 2007 VL276               | 25 settembre 2007 | Mount Lemmon Survey |
| 759473 | 2007 VT276               | 4 novembre 2007   | Mount Lemmon Survey |
| 759474 | 2007 VO277               | 7 ottobre 2007    | Spacewatch          |
| 759475 | 2007 VD280               | 14 novembre 2007  | Spacewatch          |
| 759476 | 2007 VO282               | 14 novembre 2007  | Spacewatch          |
| 759477 | 2007 VZ282               | 30 ottobre 2007   | Spacewatch          |
| 759478 | 2007 VA284               | 14 novembre 2007  | Spacewatch          |
| 759479 | 2007 VO289               | 13 novembre 2007  | Mount Lemmon Survey |
| 759480 | 2007 VZ302               | 12 settembre 2007 | CSS                 |
| 759481 | 2007 VY318               | 5 ottobre 2007    | Spacewatch          |
| 759482 | 2007 VC319               | 3 novembre 2007   | Spacewatch          |
| 759483 | 2007 VS320               | 13 novembre 2007  | CSS                 |
| 759484 | 2007 VB326               | 3 novembre 2007   | Mount Lemmon Survey |
| 759485 | 2007 VW327               | 8 novembre 2007   | LINEAR              |
| 759486 | 2007 VW337               | 7 novembre 2007   | Spacewatch          |
| 759487 | 2007 VJ340               | 20 ottobre 2007   | Mount Lemmon Survey |
| 759488 | 2007 VF341               | 25 ottobre 2007   | Mount Lemmon Survey |
| 759489 | 2007 VO341               | 9 novembre 2007   | Mount Lemmon Survey |
| 759490 | 2007 VJ344               | 9 ottobre 2007    | Mount Lemmon Survey |
| 759491 | 2007 VR344               | 13 novembre 2007  | Spacewatch          |
| 759492 | 2007 VX344               | 7 novembre 2007   | Mount Lemmon Survey |
| 759493 | 2007 VB345               | 9 agosto 2016     | Pan-STARRS          |
| 759494 | 2007 VE345               | 5 novembre 2007   | Mount Lemmon Survey |
| 759495 | 2007 VP345               | 7 novembre 2007   | Spacewatch          |
| 759496 | 2007 VW345               | 2 novembre 2007   | Mount Lemmon Survey |
| 759497 | 2007 VY345               | 2 novembre 2007   | Mount Lemmon Survey |
| 759498 | 2007 VA346               | 2 novembre 2007   | Spacewatch          |
| 759499 | 2007 VA347               | 5 novembre 2007   | Spacewatch          |
| 759500 | 2007 VZ348               | 7 novembre 2007   | CSS                 |

## 759501–759600
| Nome   | Designazione provvisoria | Data di scoperta  | Scopritore                 |
| ------ | ------------------------ | ----------------- | -------------------------- |
| 759501 | 2007 VP349               | 2 novembre 2007   | Mount Lemmon Survey        |
| 759502 | 2007 VD350               | 12 novembre 2007  | Mount Lemmon Survey        |
| 759503 | 2007 VG350               | 14 novembre 2007  | Spacewatch                 |
| 759504 | 2007 VC351               | 14 novembre 2007  | Spacewatch                 |
| 759505 | 2007 VB352               | 13 novembre 2007  | Mount Lemmon Survey        |
| 759506 | 2007 VC352               | 4 giugno 2011     | Mount Lemmon Survey        |
| 759507 | 2007 VY352               | 21 settembre 2012 | Mount Lemmon Survey        |
| 759508 | 2007 VZ352               | 27 novembre 2013  | Pan-STARRS                 |
| 759509 | 2007 VA353               | 13 luglio 2018    | Pan-STARRS                 |
| 759510 | 2007 VH353               | 5 novembre 2007   | Mount Lemmon Survey        |
| 759511 | 2007 VL353               | 10 aprile 2016    | Pan-STARRS                 |
| 759512 | 2007 VM353               | 17 gennaio 2009   | Spacewatch                 |
| 759513 | 2007 VD354               | 11 novembre 2013  | Mount Lemmon Survey        |
| 759514 | 2007 VV354               | 4 dicembre 2013   | Pan-STARRS                 |
| 759515 | 2007 VS355               | 6 settembre 2015  | Spacewatch                 |
| 759516 | 2007 VB356               | 4 novembre 2007   | Mount Lemmon Survey        |
| 759517 | 2007 VQ356               | 9 novembre 2007   | Mount Lemmon Survey        |
| 759518 | 2007 VU356               | 25 giugno 2017    | Pan-STARRS                 |
| 759519 | 2007 VZ356               | 11 novembre 2007  | Mount Lemmon Survey        |
| 759520 | 2007 VK357               | 23 aprile 2014    | Pan-STARRS                 |
| 759521 | 2007 VL357               | 29 aprile 2011    | Mount Lemmon Survey        |
| 759522 | 2007 VY357               | 8 ottobre 2007    | Mount Lemmon Survey        |
| 759523 | 2007 VX359               | 13 marzo 2016     | Pan-STARRS                 |
| 759524 | 2007 VH360               | 9 novembre 2007   | Spacewatch                 |
| 759525 | 2007 VZ360               | 27 febbraio 2015  | Pan-STARRS                 |
| 759526 | 2007 VU361               | 10 marzo 2016     | Pan-STARRS                 |
| 759527 | 2007 VK362               | 14 ottobre 2013   | Mount Lemmon Survey        |
| 759528 | 2007 VC363               | 6 novembre 2007   | Spacewatch                 |
| 759529 | 2007 VP363               | 7 novembre 2007   | CSS                        |
| 759530 | 2007 VP364               | 14 novembre 2007  | Spacewatch                 |
| 759531 | 2007 VV364               | 4 gennaio 2003    | I. dell'Antonio, D. Loomba |
| 759532 | 2007 VL365               | 12 novembre 2007  | Mount Lemmon Survey        |
| 759533 | 2007 VO365               | 5 novembre 2007   | Spacewatch                 |
| 759534 | 2007 VH366               | 9 novembre 2007   | Mount Lemmon Survey        |
| 759535 | 2007 VO366               | 4 novembre 2007   | Mount Lemmon Survey        |
| 759536 | 2007 VH367               | 5 novembre 2007   | Mount Lemmon Survey        |
| 759537 | 2007 VM367               | 14 novembre 2007  | Spacewatch                 |
| 759538 | 2007 VO367               | 15 novembre 2007  | Mount Lemmon Survey        |
| 759539 | 2007 VZ367               | 8 novembre 2007   | Spacewatch                 |
| 759540 | 2007 VE368               | 3 novembre 2007   | Spacewatch                 |
| 759541 | 2007 VS368               | 7 novembre 2007   | Mount Lemmon Survey        |
| 759542 | 2007 VC370               | 1 novembre 2007   | Spacewatch                 |
| 759543 | 2007 VQ372               | 11 novembre 2007  | Mount Lemmon Survey        |
| 759544 | 2007 VZ372               | 3 novembre 2007   | Mount Lemmon Survey        |
| 759545 | 2007 VP373               | 11 novembre 2007  | Mount Lemmon Survey        |
| 759546 | 2007 VW373               | 15 novembre 2007  | CSS                        |
| 759547 | 2007 VH374               | 3 novembre 2007   | Mount Lemmon Survey        |
| 759548 | 2007 VS375               | 2 novembre 2007   | Mount Lemmon Survey        |
| 759549 | 2007 VQ376               | 5 novembre 2007   | Spacewatch                 |
| 759550 | 2007 VA377               | 7 novembre 2007   | Spacewatch                 |
| 759551 | 2007 VX378               | 15 novembre 2007  | Mount Lemmon Survey        |
| 759552 | 2007 VZ378               | 12 ottobre 2007   | Spacewatch                 |
| 759553 | 2007 VQ380               | 3 novembre 2007   | Mount Lemmon Survey        |
| 759554 | 2007 VP381               | 13 novembre 2007  | Mount Lemmon Survey        |
| 759555 | 2007 VE382               | 9 novembre 2007   | Spacewatch                 |
| 759556 | 2007 VH382               | 9 novembre 2007   | Mount Lemmon Survey        |
| 759557 | 2007 VM382               | 4 novembre 2007   | Mount Lemmon Survey        |
| 759558 | 2007 VH383               | 9 novembre 2007   | Mount Lemmon Survey        |
| 759559 | 2007 VA384               | 9 novembre 2007   | Mount Lemmon Survey        |
| 759560 | 2007 VJ384               | 5 novembre 2007   | Spacewatch                 |
| 759561 | 2007 VN385               | 8 novembre 2007   | Mount Lemmon Survey        |
| 759562 | 2007 WL1                 | 11 settembre 2001 | Spacewatch                 |
| 759563 | 2007 WE10                | 17 novembre 2007  | Mount Lemmon Survey        |
| 759564 | 2007 WC15                | 9 novembre 2007   | Spacewatch                 |
| 759565 | 2007 WG17                | 18 novembre 2007  | Mount Lemmon Survey        |
| 759566 | 2007 WL17                | 20 ottobre 2007   | Mount Lemmon Survey        |
| 759567 | 2007 WU22                | 9 ottobre 2007    | Spacewatch                 |
| 759568 | 2007 WA28                | 18 novembre 2007  | Mount Lemmon Survey        |
| 759569 | 2007 WP32                | 19 novembre 2007  | Mount Lemmon Survey        |
| 759570 | 2007 WQ32                | 19 novembre 2007  | Mount Lemmon Survey        |
| 759571 | 2007 WZ32                | 19 novembre 2007  | Mount Lemmon Survey        |
| 759572 | 2007 WH33                | 19 novembre 2007  | Mount Lemmon Survey        |
| 759573 | 2007 WK35                | 8 novembre 2007   | Spacewatch                 |
| 759574 | 2007 WN40                | 18 novembre 2007  | Mount Lemmon Survey        |
| 759575 | 2007 WJ42                | 8 novembre 2007   | Spacewatch                 |
| 759576 | 2007 WW42                | 20 ottobre 2007   | Mount Lemmon Survey        |
| 759577 | 2007 WC47                | 3 novembre 2007   | Mount Lemmon Survey        |
| 759578 | 2007 WK51                | 4 novembre 2007   | Spacewatch                 |
| 759579 | 2007 WP52                | 20 novembre 2007  | Mount Lemmon Survey        |
| 759580 | 2007 WN53                | 2 novembre 2007   | Mount Lemmon Survey        |
| 759581 | 2007 WV53                | 18 novembre 2007  | Mount Lemmon Survey        |
| 759582 | 2007 WP64                | 19 novembre 2007  | Mount Lemmon Survey        |
| 759583 | 2007 WC67                | 18 febbraio 2015  | Pan-STARRS                 |
| 759584 | 2007 WT67                | 19 novembre 2007  | Mount Lemmon Survey        |
| 759585 | 2007 WX68                | 8 novembre 2007   | Spacewatch                 |
| 759586 | 2007 WF69                | 21 settembre 2012 | Mount Lemmon Survey        |
| 759587 | 2007 WG69                | 7 ottobre 2016    | Pan-STARRS                 |
| 759588 | 2007 WX69                | 4 gennaio 2013    | CTIO-DECam                 |
| 759589 | 2007 WE70                | 27 giugno 2015    | Pan-STARRS                 |
| 759590 | 2007 WP70                | 23 dicembre 2016  | Pan-STARRS                 |
| 759591 | 2007 WR70                | 10 febbraio 2016  | Pan-STARRS                 |
| 759592 | 2007 WD71                | 10 ottobre 2018   | Mount Lemmon Survey        |
| 759593 | 2007 WP71                | 20 novembre 2007  | Spacewatch                 |
| 759594 | 2007 WS72                | 17 novembre 2007  | Spacewatch                 |
| 759595 | 2007 WG73                | 17 novembre 2007  | Spacewatch                 |
| 759596 | 2007 WC74                | 14 ottobre 2007   | Mount Lemmon Survey        |
| 759597 | 2007 WW74                | 17 novembre 2007  | Mount Lemmon Survey        |
| 759598 | 2007 WP75                | 20 novembre 2007  | Mount Lemmon Survey        |
| 759599 | 2007 XC8                 | 14 novembre 2007  | Spacewatch                 |
| 759600 | 2007 XA14                | 5 dicembre 2007   | Spacewatch                 |

## 759601–759700
| Nome   | Designazione provvisoria | Data di scoperta  | Scopritore          |
| ------ | ------------------------ | ----------------- | ------------------- |
| 759601 | 2007 XR19                | 12 dicembre 2007  | LINEAR              |
| 759602 | 2007 XY40                | 14 novembre 2007  | Spacewatch          |
| 759603 | 2007 XP62                | 6 dicembre 2007   | Spacewatch          |
| 759604 | 2007 XE63                | 5 dicembre 2007   | Spacewatch          |
| 759605 | 2007 XS63                | 4 dicembre 2007   | Mount Lemmon Survey |
| 759606 | 2007 XK64                | 3 dicembre 2007   | Spacewatch          |
| 759607 | 2007 XP65                | 5 dicembre 2007   | Spacewatch          |
| 759608 | 2007 XV65                | 4 dicembre 2007   | Mount Lemmon Survey |
| 759609 | 2007 XX65                | 29 giugno 2014    | Mount Lemmon Survey |
| 759610 | 2007 XZ65                | 18 novembre 2007  | Spacewatch          |
| 759611 | 2007 XE66                | 10 gennaio 2013   | Pan-STARRS          |
| 759612 | 2007 XL66                | 8 novembre 2007   | Spacewatch          |
| 759613 | 2007 XP66                | 8 novembre 2007   | Spacewatch          |
| 759614 | 2007 XU66                | 3 dicembre 2007   | Spacewatch          |
| 759615 | 2007 XX66                | 5 dicembre 2007   | Mount Lemmon Survey |
| 759616 | 2007 XL67                | 4 febbraio 2013   | C. Rinner           |
| 759617 | 2007 XO67                | 4 dicembre 2007   | Spacewatch          |
| 759618 | 2007 XR67                | 2 gennaio 2017    | Pan-STARRS          |
| 759619 | 2007 XU67                | 27 febbraio 2015  | Mount Lemmon Survey |
| 759620 | 2007 XL68                | 4 dicembre 2007   | Spacewatch          |
| 759621 | 2007 XV68                | 14 dicembre 2007  | Mount Lemmon Survey |
| 759622 | 2007 XX68                | 4 dicembre 2007   | Spacewatch          |
| 759623 | 2007 XB69                | 4 dicembre 2007   | Spacewatch          |
| 759624 | 2007 XO69                | 15 dicembre 2007  | Mount Lemmon Survey |
| 759625 | 2007 XV70                | 6 dicembre 2007   | Spacewatch          |
| 759626 | 2007 XX70                | 5 dicembre 2007   | Spacewatch          |
| 759627 | 2007 XN72                | 4 dicembre 2007   | Spacewatch          |
| 759628 | 2007 YJ4                 | 9 novembre 2007   | Mount Lemmon Survey |
| 759629 | 2007 YA14                | 14 settembre 2018 | Mount Lemmon Survey |
| 759630 | 2007 YN16                | 5 dicembre 2007   | Spacewatch          |
| 759631 | 2007 YC20                | 16 dicembre 2007  | Spacewatch          |
| 759632 | 2007 YV21                | 11 novembre 2007  | Mount Lemmon Survey |
| 759633 | 2007 YF22                | 4 dicembre 2007   | Spacewatch          |
| 759634 | 2007 YQ26                | 18 dicembre 2007  | Mount Lemmon Survey |
| 759635 | 2007 YV27                | 18 dicembre 2007  | Spacewatch          |
| 759636 | 2007 YQ33                | 6 dicembre 2007   | Mount Lemmon Survey |
| 759637 | 2007 YY33                | 28 dicembre 2007  | Spacewatch          |
| 759638 | 2007 YQ35                | 30 dicembre 2007  | Mount Lemmon Survey |
| 759639 | 2007 YH38                | 4 dicembre 2007   | Spacewatch          |
| 759640 | 2007 YO40                | 16 dicembre 2007  | Mount Lemmon Survey |
| 759641 | 2007 YR45                | 30 dicembre 2007  | Mount Lemmon Survey |
| 759642 | 2007 YB54                | 31 dicembre 2007  | Spacewatch          |
| 759643 | 2007 YX57                | 20 dicembre 2007  | Mount Lemmon Survey |
| 759644 | 2007 YF62                | 30 dicembre 2007  | Mount Lemmon Survey |
| 759645 | 2007 YZ64                | 30 dicembre 2007  | Mount Lemmon Survey |
| 759646 | 2007 YR66                | 30 dicembre 2007  | Mount Lemmon Survey |
| 759647 | 2007 YC70                | 31 dicembre 2007  | Mount Lemmon Survey |
| 759648 | 2007 YA76                | 16 dicembre 2007  | Mount Lemmon Survey |
| 759649 | 2007 YQ76                | 18 dicembre 2007  | Mount Lemmon Survey |
| 759650 | 2007 YJ77                | 30 dicembre 2007  | Mount Lemmon Survey |
| 759651 | 2007 YL77                | 30 dicembre 2007  | Mount Lemmon Survey |
| 759652 | 2007 YT77                | 31 dicembre 2007  | Mount Lemmon Survey |
| 759653 | 2007 YU78                | 16 dicembre 2007  | Spacewatch          |
| 759654 | 2007 YJ79                | 30 dicembre 2007  | Spacewatch          |
| 759655 | 2007 YC80                | 12 settembre 2016 | Pan-STARRS          |
| 759656 | 2007 YE80                | 1 agosto 2017     | Pan-STARRS          |
| 759657 | 2007 YQ80                | 12 ottobre 2010   | Mount Lemmon Survey |
| 759658 | 2007 YR81                | 30 dicembre 2007  | Mount Lemmon Survey |
| 759659 | 2007 YD82                | 30 dicembre 2007  | Spacewatch          |
| 759660 | 2007 YR82                | 12 novembre 2012  | Mount Lemmon Survey |
| 759661 | 2007 YV83                | 30 dicembre 2007  | Mount Lemmon Survey |
| 759662 | 2007 YD84                | 30 dicembre 2007  | Mount Lemmon Survey |
| 759663 | 2007 YM84                | 31 dicembre 2007  | Spacewatch          |
| 759664 | 2007 YQ84                | 14 febbraio 2013  | Pan-STARRS          |
| 759665 | 2007 YA86                | 24 luglio 2017    | Pan-STARRS          |
| 759666 | 2007 YB86                | 31 dicembre 2007  | Spacewatch          |
| 759667 | 2007 YM86                | 30 dicembre 2007  | Spacewatch          |
| 759668 | 2007 YK87                | 2 novembre 2011   | Mount Lemmon Survey |
| 759669 | 2007 YU87                | 23 dicembre 2012  | Pan-STARRS          |
| 759670 | 2007 YZ87                | 30 dicembre 2007  | Spacewatch          |
| 759671 | 2007 YB88                | 30 settembre 2017 | Pan-STARRS          |
| 759672 | 2007 YC88                | 18 ottobre 2012   | Pan-STARRS          |
| 759673 | 2007 YF88                | 3 ottobre 2011    | CSS                 |
| 759674 | 2007 YK88                | 30 dicembre 2007  | Mount Lemmon Survey |
| 759675 | 2007 YR88                | 24 ottobre 2011   | Pan-STARRS          |
| 759676 | 2007 YS88                | 10 ottobre 2015   | Pan-STARRS          |
| 759677 | 2007 YY88                | 17 dicembre 2007  | Mount Lemmon Survey |
| 759678 | 2007 YZ88                | 13 ottobre 2017   | Mount Lemmon Survey |
| 759679 | 2007 YL89                | 24 maggio 2017    | Pan-STARRS          |
| 759680 | 2007 YO91                | 18 dicembre 2007  | Mount Lemmon Survey |
| 759681 | 2007 YP91                | 19 dicembre 2007  | Mount Lemmon Survey |
| 759682 | 2007 YZ91                | 30 dicembre 2007  | Spacewatch          |
| 759683 | 2007 YL92                | 30 dicembre 2007  | Spacewatch          |
| 759684 | 2007 YP92                | 16 dicembre 2007  | Mount Lemmon Survey |
| 759685 | 2007 YW92                | 17 dicembre 2007  | Spacewatch          |
| 759686 | 2007 YX92                | 31 dicembre 2007  | Mount Lemmon Survey |
| 759687 | 2007 YD93                | 30 dicembre 2007  | Mount Lemmon Survey |
| 759688 | 2007 YT93                | 16 dicembre 2007  | Mount Lemmon Survey |
| 759689 | 2007 YH94                | 17 dicembre 2007  | Mount Lemmon Survey |
| 759690 | 2007 YD95                | 17 dicembre 2007  | Spacewatch          |
| 759691 | 2007 YV95                | 19 dicembre 2007  | Spacewatch          |
| 759692 | 2007 YA96                | 30 dicembre 2007  | Mount Lemmon Survey |
| 759693 | 2007 YS96                | 18 dicembre 2007  | Mount Lemmon Survey |
| 759694 | 2007 YH97                | 17 dicembre 2007  | Spacewatch          |
| 759695 | 2007 YX97                | 30 dicembre 2007  | Spacewatch          |
| 759696 | 2008 AE6                 | 18 dicembre 2007  | Mount Lemmon Survey |
| 759697 | 2008 AH6                 | 18 dicembre 2007  | Mount Lemmon Survey |
| 759698 | 2008 AW8                 | 10 gennaio 2008   | Spacewatch          |
| 759699 | 2008 AE10                | 10 gennaio 2008   | Mount Lemmon Survey |
| 759700 | 2008 AH12                | 10 gennaio 2008   | Mount Lemmon Survey |

## 759701–759800
| Nome   | Designazione provvisoria | Data di scoperta  | Scopritore                |
| ------ | ------------------------ | ----------------- | ------------------------- |
| 759701 | 2008 AO18                | 10 gennaio 2008   | Mount Lemmon Survey       |
| 759702 | 2008 AH24                | 10 gennaio 2008   | Mount Lemmon Survey       |
| 759703 | 2008 AD25                | 19 agosto 2006    | Spacewatch                |
| 759704 | 2008 AT37                | 10 gennaio 2008   | Mount Lemmon Survey       |
| 759705 | 2008 AA43                | 4 dicembre 2007   | Mount Lemmon Survey       |
| 759706 | 2008 AJ43                | 6 dicembre 2007   | Spacewatch                |
| 759707 | 2008 AB46                | 18 dicembre 2007  | Spacewatch                |
| 759708 | 2008 AW46                | 5 dicembre 2007   | Spacewatch                |
| 759709 | 2008 AR47                | 20 dicembre 2007  | Spacewatch                |
| 759710 | 2008 AW49                | 11 gennaio 2008   | Spacewatch                |
| 759711 | 2008 AC51                | 11 gennaio 2008   | Spacewatch                |
| 759712 | 2008 AC52                | 11 gennaio 2008   | Spacewatch                |
| 759713 | 2008 AH52                | 11 gennaio 2008   | Spacewatch                |
| 759714 | 2008 AY52                | 11 gennaio 2008   | Spacewatch                |
| 759715 | 2008 AD54                | 11 gennaio 2008   | Spacewatch                |
| 759716 | 2008 AM56                | 11 gennaio 2008   | Spacewatch                |
| 759717 | 2008 AN59                | 11 gennaio 2008   | Spacewatch                |
| 759718 | 2008 AV63                | 11 gennaio 2008   | Spacewatch                |
| 759719 | 2008 AT64                | 11 novembre 2007  | Mount Lemmon Survey       |
| 759720 | 2008 AQ65                | 31 dicembre 2007  | Spacewatch                |
| 759721 | 2008 AR67                | 11 gennaio 2008   | Spacewatch                |
| 759722 | 2008 AY67                | 15 dicembre 2007  | Mount Lemmon Survey       |
| 759723 | 2008 AV75                | 11 gennaio 2008   | Spacewatch                |
| 759724 | 2008 AF84                | 17 dicembre 2007  | Mount Lemmon Survey       |
| 759725 | 2008 AS85                | 15 dicembre 2007  | Mount Lemmon Survey       |
| 759726 | 2008 AR87                | 30 dicembre 2007  | Spacewatch                |
| 759727 | 2008 AT88                | 30 dicembre 2007  | Spacewatch                |
| 759728 | 2008 AH90                | 15 dicembre 2007  | Mount Lemmon Survey       |
| 759729 | 2008 AX95                | 14 gennaio 2008   | Spacewatch                |
| 759730 | 2008 AB99                | 14 gennaio 2008   | Spacewatch                |
| 759731 | 2008 AH99                | 14 gennaio 2008   | Spacewatch                |
| 759732 | 2008 AL99                | 14 gennaio 2008   | Spacewatch                |
| 759733 | 2008 AR106               | 30 dicembre 2007  | Mount Lemmon Survey       |
| 759734 | 2008 AF109               | 11 gennaio 2008   | Spacewatch                |
| 759735 | 2008 AC125               | 14 gennaio 2008   | Spacewatch                |
| 759736 | 2008 AO128               | 14 gennaio 2008   | Spacewatch                |
| 759737 | 2008 AV128               | 1 gennaio 2008    | Spacewatch                |
| 759738 | 2008 AR130               | 6 gennaio 2008    | Osservatorio di Mauna Kea |
| 759739 | 2008 AM132               | 6 gennaio 2008    | Mauna Kea Obs.            |
| 759740 | 2008 AQ132               | 30 dicembre 2007  | Mount Lemmon Survey       |
| 759741 | 2008 AY134               | 10 gennaio 2008   | Mount Lemmon Survey       |
| 759742 | 2008 AP141               | 15 febbraio 2012  | Pan-STARRS                |
| 759743 | 2008 AX141               | 11 gennaio 2008   | Spacewatch                |
| 759744 | 2008 AC142               | 20 gennaio 2012   | Mount Lemmon Survey       |
| 759745 | 2008 AP142               | 11 gennaio 2008   | Spacewatch                |
| 759746 | 2008 AG143               | 15 gennaio 2008   | Mount Lemmon Survey       |
| 759747 | 2008 AM143               | 15 gennaio 2008   | Mount Lemmon Survey       |
| 759748 | 2008 AQ143               | 14 gennaio 2008   | Spacewatch                |
| 759749 | 2008 AV143               | 14 gennaio 2008   | Spacewatch                |
| 759750 | 2008 AZ144               | 26 agosto 2012    | Pan-STARRS                |
| 759751 | 2008 AT145               | 25 luglio 2014    | Pan-STARRS                |
| 759752 | 2008 AU145               | 24 ottobre 2011   | Spacewatch                |
| 759753 | 2008 AA146               | 10 gennaio 2008   | Spacewatch                |
| 759754 | 2008 AG147               | 1 gennaio 2008    | Spacewatch                |
| 759755 | 2008 AM147               | 26 ottobre 2011   | Pan-STARRS                |
| 759756 | 2008 AP147               | 26 ottobre 2011   | Pan-STARRS                |
| 759757 | 2008 AA148               | 6 novembre 2010   | Mount Lemmon Survey       |
| 759758 | 2008 AC148               | 27 luglio 2014    | Pan-STARRS                |
| 759759 | 2008 AD148               | 1 gennaio 2008    | Spacewatch                |
| 759760 | 2008 AQ148               | 14 settembre 2013 | Pan-STARRS                |
| 759761 | 2008 AE149               | 1 gennaio 2008    | Spacewatch                |
| 759762 | 2008 AC150               | 15 gennaio 2008   | Mount Lemmon Survey       |
| 759763 | 2008 AP150               | 15 gennaio 2008   | Spacewatch                |
| 759764 | 2008 AS150               | 11 gennaio 2008   | Spacewatch                |
| 759765 | 2008 AT150               | 1 gennaio 2008    | Spacewatch                |
| 759766 | 2008 AL151               | 13 gennaio 2008   | Spacewatch                |
| 759767 | 2008 AC152               | 12 gennaio 2008   | Spacewatch                |
| 759768 | 2008 AF153               | 13 gennaio 2008   | Spacewatch                |
| 759769 | 2008 AM156               | 11 gennaio 2008   | Spacewatch                |
| 759770 | 2008 AC158               | 11 gennaio 2008   | Spacewatch                |
| 759771 | 2008 AL158               | 1 gennaio 2008    | Spacewatch                |
| 759772 | 2008 BH11                | 31 dicembre 2007  | Spacewatch                |
| 759773 | 2008 BV16                | 30 gennaio 2008   | Osservatorio Jarnac       |
| 759774 | 2008 BY17                | 13 gennaio 2008   | Spacewatch                |
| 759775 | 2008 BJ18                | 30 gennaio 2008   | Mount Lemmon Survey       |
| 759776 | 2008 BB26                | 30 gennaio 2008   | Spacewatch                |
| 759777 | 2008 BR26                | 11 gennaio 2008   | Mount Lemmon Survey       |
| 759778 | 2008 BJ29                | 30 dicembre 2007  | Spacewatch                |
| 759779 | 2008 BD55                | 16 gennaio 2008   | Mount Lemmon Survey       |
| 759780 | 2008 BF55                | 30 gennaio 2004   | Spacewatch                |
| 759781 | 2008 BJ56                | 18 gennaio 2008   | Mount Lemmon Survey       |
| 759782 | 2008 BB58                | 8 dicembre 2015   | Mount Lemmon Survey       |
| 759783 | 2008 BC58                | 12 gennaio 2008   | Spacewatch                |
| 759784 | 2008 BX58                | 1 maggio 2013     | PTF                       |
| 759785 | 2008 BM59                | 30 gennaio 2008   | Mount Lemmon Survey       |
| 759786 | 2008 BO59                | 28 agosto 2016    | Mount Lemmon Survey       |
| 759787 | 2008 BD60                | 30 gennaio 2008   | Mount Lemmon Survey       |
| 759788 | 2008 BZ60                | 19 gennaio 2008   | Spacewatch                |
| 759789 | 2008 BN62                | 19 gennaio 2008   | Mount Lemmon Survey       |
| 759790 | 2008 BX62                | 18 gennaio 2008   | Mount Lemmon Survey       |
| 759791 | 2008 BD63                | 16 gennaio 2008   | Spacewatch                |
| 759792 | 2008 CX3                 | 2 febbraio 2008   | Mount Lemmon Survey       |
| 759793 | 2008 CS9                 | 2 febbraio 2008   | Mount Lemmon Survey       |
| 759794 | 2008 CZ13                | 3 febbraio 2008   | Spacewatch                |
| 759795 | 2008 CK40                | 2 febbraio 2008   | Mount Lemmon Survey       |
| 759796 | 2008 CY51                | 7 febbraio 2008   | Spacewatch                |
| 759797 | 2008 CG53                | 7 febbraio 2008   | Spacewatch                |
| 759798 | 2008 CO60                | 7 febbraio 2008   | Mount Lemmon Survey       |
| 759799 | 2008 CD65                | 8 febbraio 2008   | Mount Lemmon Survey       |
| 759800 | 2008 CG65                | 8 febbraio 2008   | Mount Lemmon Survey       |

## 759801–759900
| Nome   | Designazione provvisoria | Data di scoperta  | Scopritore          |
| ------ | ------------------------ | ----------------- | ------------------- |
| 759801 | 2008 CU67                | 8 febbraio 2008   | Mount Lemmon Survey |
| 759802 | 2008 CJ85                | 7 febbraio 2008   | Spacewatch          |
| 759803 | 2008 CT87                | 7 febbraio 2008   | Mount Lemmon Survey |
| 759804 | 2008 CA92                | 8 febbraio 2008   | Mount Lemmon Survey |
| 759805 | 2008 CS93                | 8 febbraio 2008   | Mount Lemmon Survey |
| 759806 | 2008 CD96                | 1 gennaio 2008    | Spacewatch          |
| 759807 | 2008 CE97                | 9 febbraio 2008   | Spacewatch          |
| 759808 | 2008 CY101               | 31 dicembre 2007  | Spacewatch          |
| 759809 | 2008 CA105               | 9 febbraio 2008   | Mount Lemmon Survey |
| 759810 | 2008 CB106               | 9 febbraio 2008   | Mount Lemmon Survey |
| 759811 | 2008 CD106               | 9 febbraio 2008   | Mount Lemmon Survey |
| 759812 | 2008 CD107               | 9 febbraio 2008   | Mount Lemmon Survey |
| 759813 | 2008 CJ123               | 7 febbraio 2008   | Mount Lemmon Survey |
| 759814 | 2008 CV123               | 7 febbraio 2008   | Mount Lemmon Survey |
| 759815 | 2008 CZ124               | 17 settembre 2006 | Spacewatch          |
| 759816 | 2008 CF126               | 8 febbraio 2008   | Spacewatch          |
| 759817 | 2008 CD128               | 8 febbraio 2008   | Spacewatch          |
| 759818 | 2008 CR130               | 8 febbraio 2008   | Mount Lemmon Survey |
| 759819 | 2008 CU150               | 9 febbraio 2008   | Spacewatch          |
| 759820 | 2008 CA155               | 9 febbraio 2008   | Spacewatch          |
| 759821 | 2008 CG155               | 9 febbraio 2008   | Mount Lemmon Survey |
| 759822 | 2008 CP160               | 9 febbraio 2008   | Spacewatch          |
| 759823 | 2008 CF164               | 10 febbraio 2008  | Spacewatch          |
| 759824 | 2008 CP165               | 10 febbraio 2008  | Spacewatch          |
| 759825 | 2008 CP166               | 17 dicembre 2007  | Spacewatch          |
| 759826 | 2008 CO167               | 18 gennaio 2008   | Mount Lemmon Survey |
| 759827 | 2008 CE169               | 31 gennaio 2008   | Spacewatch          |
| 759828 | 2008 CX169               | 29 ottobre 2006   | Spacewatch          |
| 759829 | 2008 CS172               | 27 ottobre 2006   | Mount Lemmon Survey |
| 759830 | 2008 CV173               | 13 febbraio 2008  | Mount Lemmon Survey |
| 759831 | 2008 CM174               | 13 febbraio 2008  | Mount Lemmon Survey |
| 759832 | 2008 CJ197               | 8 febbraio 2008   | Spacewatch          |
| 759833 | 2008 CQ197               | 9 febbraio 2008   | Mount Lemmon Survey |
| 759834 | 2008 CJ198               | 12 febbraio 2008  | Spacewatch          |
| 759835 | 2008 CA201               | 11 febbraio 2008  | Mount Lemmon Survey |
| 759836 | 2008 CM218               | 8 febbraio 2008   | Spacewatch          |
| 759837 | 2008 CP218               | 13 febbraio 2008  | Spacewatch          |
| 759838 | 2008 CB222               | 13 ottobre 2010   | Mount Lemmon Survey |
| 759839 | 2008 CX222               | 9 febbraio 2008   | Mount Lemmon Survey |
| 759840 | 2008 CN223               | 13 gennaio 2008   | Spacewatch          |
| 759841 | 2008 CB224               | 24 gennaio 2015   | Pan-STARRS          |
| 759842 | 2008 CG225               | 16 gennaio 2015   | Pan-STARRS          |
| 759843 | 2008 CD226               | 9 febbraio 2008   | Mount Lemmon Survey |
| 759844 | 2008 CL226               | 12 febbraio 2008  | Mount Lemmon Survey |
| 759845 | 2008 CP226               | 10 febbraio 2008  | Mount Lemmon Survey |
| 759846 | 2008 CF227               | 11 febbraio 2008  | Mount Lemmon Survey |
| 759847 | 2008 CH227               | 2 febbraio 2008   | Spacewatch          |
| 759848 | 2008 CJ227               | 12 agosto 2010    | Spacewatch          |
| 759849 | 2008 CS227               | 8 febbraio 2008   | Spacewatch          |
| 759850 | 2008 CR229               | 10 febbraio 2008  | Mount Lemmon Survey |
| 759851 | 2008 CZ229               | 10 agosto 2010    | Spacewatch          |
| 759852 | 2008 CF230               | 8 novembre 2015   | Mount Lemmon Survey |
| 759853 | 2008 CH231               | 24 agosto 2011    | Pan-STARRS          |
| 759854 | 2008 CA232               | 17 marzo 2012     | Spacewatch          |
| 759855 | 2008 CW233               | 17 gennaio 2015   | Pan-STARRS          |
| 759856 | 2008 CN234               | 23 settembre 2015 | Pan-STARRS          |
| 759857 | 2008 CV235               | 2 agosto 2016     | Pan-STARRS          |
| 759858 | 2008 CG236               | 10 febbraio 2008  | Mount Lemmon Survey |
| 759859 | 2008 CK236               | 21 febbraio 2017  | Pan-STARRS          |
| 759860 | 2008 CX236               | 10 gennaio 2008   | Spacewatch          |
| 759861 | 2008 CZ236               | 9 febbraio 2008   | Spacewatch          |
| 759862 | 2008 CA237               | 10 aprile 2013    | Mount Lemmon Survey |
| 759863 | 2008 CM237               | 14 febbraio 2008  | Mount Lemmon Survey |
| 759864 | 2008 CJ238               | 3 febbraio 2008   | Spacewatch          |
| 759865 | 2008 CH239               | 7 febbraio 2008   | Spacewatch          |
| 759866 | 2008 CK239               | 10 febbraio 2008  | Mount Lemmon Survey |
| 759867 | 2008 CO239               | 7 febbraio 2008   | Mount Lemmon Survey |
| 759868 | 2008 CW240               | 10 febbraio 2008  | Spacewatch          |
| 759869 | 2008 CE241               | 8 febbraio 2008   | Mount Lemmon Survey |
| 759870 | 2008 CG241               | 8 febbraio 2008   | Spacewatch          |
| 759871 | 2008 CB245               | 12 febbraio 2008  | Spacewatch          |
| 759872 | 2008 CE245               | 11 febbraio 2008  | Mount Lemmon Survey |
| 759873 | 2008 CG245               | 8 febbraio 2008   | Mount Lemmon Survey |
| 759874 | 2008 CM245               | 2 febbraio 2008   | Mount Lemmon Survey |
| 759875 | 2008 CM248               | 12 febbraio 2008  | Spacewatch          |
| 759876 | 2008 CD249               | 9 febbraio 2008   | Mount Lemmon Survey |
| 759877 | 2008 CF249               | 13 febbraio 2008  | Mount Lemmon Survey |
| 759878 | 2008 DW10                | 10 gennaio 2008   | Spacewatch          |
| 759879 | 2008 DC22                | 28 febbraio 2008  | Mount Lemmon Survey |
| 759880 | 2008 DJ31                | 11 gennaio 2008   | Mount Lemmon Survey |
| 759881 | 2008 DG51                | 19 gennaio 2008   | Mount Lemmon Survey |
| 759882 | 2008 DP56                | 13 febbraio 2008  | Spacewatch          |
| 759883 | 2008 DE60                | 9 febbraio 2008   | Spacewatch          |
| 759884 | 2008 DE75                | 28 febbraio 2008  | Mount Lemmon Survey |
| 759885 | 2008 DD80                | 27 febbraio 2008  | CSS                 |
| 759886 | 2008 DJ89                | 28 febbraio 2008  | Spacewatch          |
| 759887 | 2008 DP90                | 28 febbraio 2008  | Mount Lemmon Survey |
| 759888 | 2008 DF91                | 28 febbraio 2008  | Spacewatch          |
| 759889 | 2008 DJ91                | 29 febbraio 2008  | Mount Lemmon Survey |
| 759890 | 2008 DA92                | 28 febbraio 2008  | Spacewatch          |
| 759891 | 2008 DB92                | 2 dicembre 2010   | Mount Lemmon Survey |
| 759892 | 2008 DF92                | 12 aprile 2013    | Pan-STARRS          |
| 759893 | 2008 DM92                | 1 febbraio 2012   | Spacewatch          |
| 759894 | 2008 DH93                | 28 febbraio 2008  | Mount Lemmon Survey |
| 759895 | 2008 DP93                | 25 luglio 2014    | Pan-STARRS          |
| 759896 | 2008 DV93                | 21 gennaio 2015   | Pan-STARRS          |
| 759897 | 2008 DD94                | 26 febbraio 2008  | Mount Lemmon Survey |
| 759898 | 2008 DW94                | 26 agosto 2013    | Pan-STARRS          |
| 759899 | 2008 DK95                | 26 febbraio 2008  | Mount Lemmon Survey |
| 759900 | 2008 DC97                | 28 febbraio 2008  | Mount Lemmon Survey |

## 759901–760000
| Nome   | Designazione provvisoria | Data di scoperta | Scopritore          |
| ------ | ------------------------ | ---------------- | ------------------- |
| 759901 | 2008 EQ2                 | 13 gennaio 2008  | Spacewatch          |
| 759902 | 2008 EO3                 | 1 marzo 2008     | Mount Lemmon Survey |
| 759903 | 2008 EP19                | 2 marzo 2008     | Spacewatch          |
| 759904 | 2008 EP24                | 3 marzo 2008     | Mount Lemmon Survey |
| 759905 | 2008 EQ24                | 3 marzo 2008     | Mount Lemmon Survey |
| 759906 | 2008 EW33                | 1 marzo 2008     | Mount Lemmon Survey |
| 759907 | 2008 EM38                | 4 marzo 2008     | Spacewatch          |
| 759908 | 2008 EU39                | 4 marzo 2008     | Spacewatch          |
| 759909 | 2008 EP50                | 28 febbraio 2008 | Mount Lemmon Survey |
| 759910 | 2008 EG59                | 8 marzo 2008     | Mount Lemmon Survey |
| 759911 | 2008 EC66                | 9 marzo 2008     | Mount Lemmon Survey |
| 759912 | 2008 EZ66                | 29 febbraio 2008 | Mount Lemmon Survey |
| 759913 | 2008 EP95                | 6 marzo 2008     | Mount Lemmon Survey |
| 759914 | 2008 EZ95                | 6 marzo 2008     | Mount Lemmon Survey |
| 759915 | 2008 EM102               | 11 febbraio 2008 | Mount Lemmon Survey |
| 759916 | 2008 EF113               | 30 novembre 2003 | Spacewatch          |
| 759917 | 2008 EO113               | 8 marzo 2008     | Mount Lemmon Survey |
| 759918 | 2008 EG119               | 9 marzo 2008     | Mount Lemmon Survey |
| 759919 | 2008 EA124               | 10 marzo 2008    | Spacewatch          |
| 759920 | 2008 EJ136               | 28 febbraio 2008 | Spacewatch          |
| 759921 | 2008 EY136               | 11 marzo 2008    | Spacewatch          |
| 759922 | 2008 EX137               | 11 marzo 2008    | Mount Lemmon Survey |
| 759923 | 2008 ER139               | 11 marzo 2008    | Spacewatch          |
| 759924 | 2008 ER140               | 12 marzo 2008    | Spacewatch          |
| 759925 | 2008 EO156               | 8 marzo 2008     | Mount Lemmon Survey |
| 759926 | 2008 ET158               | 11 marzo 2008    | Spacewatch          |
| 759927 | 2008 EX161               | 10 marzo 2008    | Mount Lemmon Survey |
| 759928 | 2008 EM164               | 11 marzo 2008    | Spacewatch          |
| 759929 | 2008 EE171               | 4 marzo 2008     | Spacewatch          |
| 759930 | 2008 EW171               | 12 marzo 2008    | Spacewatch          |
| 759931 | 2008 EO173               | 12 marzo 2008    | Mount Lemmon Survey |
| 759932 | 2008 EN175               | 16 gennaio 2015  | Pan-STARRS          |
| 759933 | 2008 EB176               | 1 marzo 2008     | Spacewatch          |
| 759934 | 2008 EX176               | 29 gennaio 2015  | Pan-STARRS          |
| 759935 | 2008 ED177               | 6 marzo 2013     | Pan-STARRS          |
| 759936 | 2008 EE177               | 23 aprile 2015   | Pan-STARRS          |
| 759937 | 2008 EZ177               | 5 marzo 2008     | Mount Lemmon Survey |
| 759938 | 2008 EB179               | 8 dicembre 2010  | Spacewatch          |
| 759939 | 2008 EM179               | 6 marzo 2008     | Mount Lemmon Survey |
| 759940 | 2008 EB180               | 21 gennaio 2012  | Spacewatch          |
| 759941 | 2008 EG180               | 1 marzo 2008     | Spacewatch          |
| 759942 | 2008 EO180               | 11 marzo 2008    | Mount Lemmon Survey |
| 759943 | 2008 EP180               | 13 marzo 2008    | Mount Lemmon Survey |
| 759944 | 2008 EZ180               | 10 marzo 2008    | Spacewatch          |
| 759945 | 2008 ED182               | 11 marzo 2008    | Mount Lemmon Survey |
| 759946 | 2008 EJ182               | 12 novembre 2015 | Mount Lemmon Survey |
| 759947 | 2008 EQ182               | 1 ottobre 2010   | Mount Lemmon Survey |
| 759948 | 2008 EE183               | 1 novembre 2015  | Mount Lemmon Survey |
| 759949 | 2008 EH184               | 6 novembre 2010  | Mount Lemmon Survey |
| 759950 | 2008 EQ186               | 17 febbraio 2015 | Pan-STARRS          |
| 759951 | 2008 EB187               | 5 aprile 2014    | Pan-STARRS          |
| 759952 | 2008 ED187               | 2 marzo 2008     | Mount Lemmon Survey |
| 759953 | 2008 EJ187               | 5 marzo 2008     | Mount Lemmon Survey |
| 759954 | 2008 EK188               | 9 ottobre 2015   | Pan-STARRS          |
| 759955 | 2008 EP188               | 24 ottobre 2011  | Pan-STARRS          |
| 759956 | 2008 EA189               | 1 marzo 2008     | Spacewatch          |
| 759957 | 2008 EP189               | 14 luglio 2016   | Pan-STARRS          |
| 759958 | 2008 EZ189               | 4 marzo 2008     | Mount Lemmon Survey |
| 759959 | 2008 EH190               | 5 marzo 2008     | Mount Lemmon Survey |
| 759960 | 2008 EN190               | 10 marzo 2008    | Spacewatch          |
| 759961 | 2008 EU190               | 10 marzo 2008    | Spacewatch          |
| 759962 | 2008 EH191               | 10 marzo 2008    | Spacewatch          |
| 759963 | 2008 EO192               | 6 marzo 2008     | Mount Lemmon Survey |
| 759964 | 2008 ER192               | 5 marzo 2008     | Mount Lemmon Survey |
| 759965 | 2008 EJ195               | 2 marzo 2008     | Mount Lemmon Survey |
| 759966 | 2008 EO195               | 11 marzo 2008    | Spacewatch          |
| 759967 | 2008 EV197               | 4 marzo 2008     | Spacewatch          |
| 759968 | 2008 EB199               | 1 marzo 2008     | Mount Lemmon Survey |
| 759969 | 2008 FC1                 | 2 marzo 2008     | Spacewatch          |
| 759970 | 2008 FT1                 | 28 febbraio 2008 | Spacewatch          |
| 759971 | 2008 FM4                 | 11 gennaio 2008  | Mount Lemmon Survey |
| 759972 | 2008 FT11                | 8 febbraio 2008  | Spacewatch          |
| 759973 | 2008 FW20                | 27 marzo 2008    | Spacewatch          |
| 759974 | 2008 FT30                | 6 marzo 2008     | Spacewatch          |
| 759975 | 2008 FO36                | 20 ottobre 2006  | Spacewatch          |
| 759976 | 2008 FA48                | 13 febbraio 2008 | Mount Lemmon Survey |
| 759977 | 2008 FU80                | 10 marzo 2008    | Spacewatch          |
| 759978 | 2008 FR86                | 28 febbraio 2008 | Spacewatch          |
| 759979 | 2008 FP88                | 28 marzo 2008    | Mount Lemmon Survey |
| 759980 | 2008 FH93                | 29 marzo 2008    | Mount Lemmon Survey |
| 759981 | 2008 FE94                | 29 marzo 2008    | Spacewatch          |
| 759982 | 2008 FK95                | 29 marzo 2008    | Mount Lemmon Survey |
| 759983 | 2008 FW121               | 10 marzo 2008    | Mount Lemmon Survey |
| 759984 | 2008 FV122               | 27 marzo 2008    | Spacewatch          |
| 759985 | 2008 FF132               | 26 marzo 2008    | Mount Lemmon Survey |
| 759986 | 2008 FM136               | 28 marzo 2008    | Spacewatch          |
| 759987 | 2008 FH139               | 31 marzo 2008    | Spacewatch          |
| 759988 | 2008 FU140               | 21 marzo 2015    | Pan-STARRS          |
| 759989 | 2008 FB142               | 20 febbraio 2015 | Pan-STARRS          |
| 759990 | 2008 FK142               | 28 agosto 2016   | Mount Lemmon Survey |
| 759991 | 2008 FW144               | 29 marzo 2008    | Spacewatch          |
| 759992 | 2008 FY144               | 28 marzo 2008    | Mount Lemmon Survey |
| 759993 | 2008 FZ144               | 10 febbraio 2008 | Mount Lemmon Survey |
| 759994 | 2008 FD145               | 31 marzo 2008    | Spacewatch          |
| 759995 | 2008 FH147               | 31 marzo 2008    | Mount Lemmon Survey |
| 759996 | 2008 GB7                 | 1 aprile 2008    | Spacewatch          |
| 759997 | 2008 GS12                | 12 marzo 2008    | Mount Lemmon Survey |
| 759998 | 2008 GM13                | 3 aprile 2008    | Mount Lemmon Survey |
| 759999 | 2008 GU13                | 3 aprile 2008    | Mount Lemmon Survey |
| 760000 | 2008 GD22                | 1 aprile 2008    | Spacewatch          |